# أليسون تولمان
أليسون تولمان (بالإنجليزية: Allison Tolman)‏ مواليد 18 نوفمبر 1981 في هيوستن، هي ممثلة أمريكية بدأت مسيرتها الفنية عام 2004.

## وصلات خارجية
- أليسون تولمان على موقع IMDb (الإنجليزية)
- أليسون تولمان على موقع روتن توميتوز (الإنجليزية)
- أليسون تولمان على موقع ألو سيني (الفرنسية)
- أليسون تولمان على موقع تيرنر كلاسيك موفيز (الإنجليزية)
- أليسون تولمان على موقع أول موفي (الإنجليزية)
- أليسون تولمان على موقع قاعدة بيانات الأفلام السويدية (السويدية)
- أليسون تولمان على موقع قاعدة بيانات الفيلم (الإنجليزية)
- أليسون تولمان على موقع كينوبويسك (الروسية)